# Heliotropium pannifolium
Heliotropium pannifolium ist eine ausgestorbene Pflanzenart aus der Familie der Raublattgewächse (Boraginaceae). Sie war endemisch auf St. Helena.

## Beschreibung
Heliotropium pannifolium war ein Strauch, der eine Wuchshöhe von einem Meter erreichte. Die gesamte Pflanze war mit Haaren bedeckt. Die zahlreichen stielrunden Zweige waren belaubt. Die Rinde war dunkelbraun. Die wechselständig angeordneten Laubblätter hatten eine Länge von zehn bis zwölf Zentimetern und eine Breite von vier Zentimetern. Sie waren ganzrandig, wellenförmig, länglich, stumpf, fast herzförmig an der Basis, überall weich behaart, etwas verdickt und leicht fleischig. Die Blattadern waren an der Blattunterseite hervorstehend und an der Blattoberseite netzartig und eingedrückt. Die Blattstiele waren zwei Zentimeter lang. Nebenblätter waren nicht vorhanden. 
Der gestielte, endständige, trugdoldige Blütenstand war so lang wie die Blätter. Die ungestielten Blüten waren klein. Der behaarte Blütenkelch war an der Basis röhrenförmig und hatte oberhalb fünf Kelchzipfel. Die Blütenkrone war tablettförmig. Die Kronröhre war an der Außenseite behaart. Es gab fünf Staubblätter. Die Griffel waren kurz und an der Spitze zweigeteilt. Es wurden vier einsamige Nüsschen gebildet.

## Status
Heliotropium pannifolium ist nur vom Holotypus aus dem Jahr 1810 bekannt, den William John Burchell in der Region von Sandy Bay am Abfluss des Broad Gut sammelte. Dieses Exemplar befindet sich heute im Kew Herbarium. Die Blüten sind jedoch fast vollständig von Insekten zerstört worden.

## Weblink
- Heliotropium pannifolium in der Roten Liste gefährdeter Arten der IUCN 2021.3. Eingestellt von: Lambdon, P.W. & Ellick, S., 2016. Abgerufen am 3. April 2022.